# Henryk Więckowski
Henryk Więckowski (ur. 28 lipca 1912 w Łodzi, zm. 22 grudnia 1984) – oficer (podpułkownik) aparatu bezpieczeństwa PRL.

## Życiorys
Przed wojną skończył 7 klas szkoły powszechnej. Od 1934 działał w KPP. 20 stycznia 1945 został funkcjonariuszem Wojewódzkiego Urzędu Bezpieczeństwa Publicznego w Łodzi. Od 12 maja 1945 kierownik Wydziału Więzień i Obozów WUBP w Łodzi, od 1 kwietnia 1947 szef PUBP w Wieluniu, od 1 marca 1949 szef PUBP w Łasku, od 15 czerwca 1950 naczelnik Wydziału III WUBP w Łodzi, po 13 miesiącach przeniesiony na analogiczne stanowisko do WUBP w Białymstoku, a 1 IX 1953 ponownie został naczelnikiem Wydziału III WUBP w Łodzi. W 1947 skończył Kurs Szefów PUBP Centrum Wyszkolenia MBP, a w 1954 Kurs Aktywu Kierowniczego Ośrodka Kierowniczego MBP. Od 15 X 1956 naczelnik Wydziału V "A" Wojewódzkiego Urzędu Bezpieczeństwa Publicznego ds. Bezpieczeństwa Publicznego (WUdsBP) w Gdańsku, a od początku 1957 inspektor Inspektoratu Kierownictwa Jednostek MO ds. BP KW Milicji Obywatelskiej w Gdańsku, 1 III 1958 przeniesiony do Łodzi na analogiczne stanowisko. Zwolniony 30 VI 1962.
9 listopada 1948 r. w Bolkowie gm. Ostrówek w zorganizowanej przez szefa PUBP w Wieluniu – kpt. Henryka Więckowskiego zasadzce został pojmany Jan Małolepszy ps. „Murat”, który po bestialskim śledztwie załamał się, pomimo pójścia na współpracę został skazany na karę śmierci.

## Odznaczenia
- Srebrny Krzyż Zasługi (1946)
- Srebrny Krzyż Zasługi (1948) (po raz drugi)
- Srebrny Medal „Zasłużonym na Polu Chwały” (1949)
- Złoty Krzyż Zasługi (1951)
- Krzyż Kawalerski Orderu Odrodzenia Polski (1954)